# Đội tuyển bóng đá quốc gia Bahamas
Đội tuyển bóng đá quốc gia Bahamas là đội tuyển cấp quốc gia của Bahamas do Hiệp hội bóng đá Bahamas quản lý.

## Thành tích tại giải vô địch thế giới
- 1930 đến 1994 - Không tham dự
- 1998 - Bỏ cuộc
- 2002 đến 2010 - Không vượt qua vòng loại
- 2014 - Bỏ cuộc
- 2018 đến 2022 - Không vượt qua vòng loại

## Cúp Vàng CONCACAF
- 1991 đến 1998 - Không tham dự
- 2000 - Không vượt qua vòng loại
- 2002 - Bỏ cuộc
- 2003 - Không tham dự
- 2005 - Bỏ cuộc
- 2007 - Không vượt qua vòng loại
- 2009 đến 2017 - Không tham dự

## Đại hội Thể thao Liên Mỹ
- 1951 đến 1967 - Không tham dự
- 1971 - Vòng 1
- 1975 đến 2003 - Không tham dự

## Đội hình
Đội hình tham dự vòng loại World Cup 2022 gặp Puerto Rico và Guadeloupe vào tháng 6 năm 2021.

Tính đến ngày 3 tháng 6 năm 2021

| Số | VT | Cầu thủ         | Ngày sinh (tuổi)  | Trận | Bàn | Câu lạc bộ       |
| -- | -- | --------------- | ----------------- | ---- | --- | ---------------- |
| 1  | TM | Ian Lowe        | 29 tháng 8, 2002  | 4    | 0   | Dynamos          |
| 18 | TM | Michael Butler  | 2 tháng 3, 1999   | 3    | 0   | UB Mingoes       |
|    |    |                 |                   |      |     |                  |
| 2  | HV | Cameron Kemp    |                   | 1    | 0   |                  |
| 4  | HV | Troy Pinder     | 30 tháng 10, 1997 | 10   | 0   | Western Warriors |
| 5  | HV | Dylan Pritchard | 1 tháng 11, 1993  | 5    | 0   |                  |
| 6  | HV | Marc Ville      |                   | 0    | 0   |                  |
| 8  | HV | Jaelin Williams | 29 tháng 11, 1997 | 2    | 0   | Lassen Cougars   |
| 13 | HV | Logan Russell   | 26 tháng 10, 1999 | 7    | 0   |                  |
| 14 | HV | Kenaz Swain     |                   | 0    | 0   |                  |
|    |    |                 |                   |      |     |                  |
| 3  | TV | Alex Thompson   | 21 tháng 2, 1990  | 3    | 0   | Western Warriors |
| 7  | TV | Terry Delancy   | 28 tháng 2, 1994  | 16   | 4   | Cavalier         |
| 11 | TV | Marcel Joseph   | 30 tháng 3, 1997  | 9    | 1   | Side FC 92       |
| 15 | TV | Nathan Wells    | 7 tháng 10, 2000  | 4    | 0   | Western Warriors |
| 17 | TV | Valentino Hanna |                   | 0    | 0   |                  |
| 21 | TV | Nicolas Lopez   | 8 tháng 3, 2003   | 2    | 0   |                  |
|    |    |                 |                   |      |     |                  |
| 9  | TĐ | Quinton Carey   | 26 tháng 11, 1996 | 4    | 2   |                  |
| 16 | TĐ | Ethan Willie    | 21 tháng 2, 1999  | 2    | 0   | Western Warriors |
| 19 | TĐ | Roen Davis      | 21 tháng 4, 2004  | 1    | 0   |                  |

### Từng được triệu tập
| Vt | Cầu thủ         | Ngày sinh (tuổi)  | Số trận | Bt | Câu lạc bộ         | Lần cuối triệu tập              |
| -- | --------------- | ----------------- | ------- | -- | ------------------ | ------------------------------- |
|    |                 |                   |         |    |                    |                                 |
| HV | Evelt Julmis    | 10 tháng 9, 1999  | 1       | 0  |                    | vs. Guyana, 30 tháng 3 năm 2021 |
| HV | Jonathan Miller | 11 tháng 6, 1998  | 5       | 0  | Dynamos            | vs. Guyana, 30 tháng 3 năm 2021 |
| HV | Elijah Mitchell | 23 tháng 2, 2003  | 2       | 0  |                    | vs. Guyana, 30 tháng 3 năm 2021 |
| HV | Ambry Moss      | 2 tháng 11, 1990  | 7       | 0  |                    | vs. Guyana, 30 tháng 3 năm 2021 |
|    |                 |                   |         |    |                    |                                 |
| TV | Isiah Collie    | 22 tháng 4, 1997  | 12      | 0  | Cavalier           | vs. Guyana, 30 tháng 3 năm 2021 |
| TV | Jean Francois   | 13 tháng 12, 1991 | 8       | 0  | Western Warriors   | vs. Guyana, 30 tháng 3 năm 2021 |
| TV | Happy Hall      | 15 tháng 10, 1987 | 19      | 3  | Renegades          | vs. Guyana, 30 tháng 3 năm 2021 |
| TV | Cameron Hepple  | 19 tháng 5, 1988  | 18      | 2  | Renegades          | vs. Guyana, 30 tháng 3 năm 2021 |
|    |                 |                   |         |    |                    |                                 |
| TĐ | Peter Julmis    | 28 tháng 5, 2001  | 2       | 0  | Dynamos            | vs. Guyana, 30 tháng 3 năm 2021 |
| TĐ | Lesly St. Fleur | 21 tháng 3, 1989  | 22      | 10 | Montego Bay United | vs. Guyana, 30 tháng 3 năm 2021 |